# راسموس لوج شميت
راسموس لوج شميت (بالدنماركية: Rasmus Lauge) مواليد 20 يونيو 1991 في راندرس، هو لاعب كرة يد دانمركي يلعب كوسط مدافع. يلعب حاليا مع نادي فلنسبورغ هاندفيت لكرة اليد ويحمل الرقم 25. مثل منتخب الدنمارك لكرة اليد. شارك في دورة الألعاب الأولمبية الصيفية سنة 2012. حقق المركز الأول في البطولة الأوروبية لكرة اليد للرجال 2012.

## سجل المنافسة
شارك في البطولات التالية:
- بطولة العالم لكرة اليد للرجال 2015
- بطولة أوروبا لكرة اليد للرجال 2012
- بطولة أوروبا لكرة اليد للرجال 2016
- الألعاب الأولمبية الصيفية 2012

## الميداليات
| الميدالية | المسابقة                           |
| --------- | ---------------------------------- |
| فضية      | بطولة العالم لكرة اليد للرجال 2011 |
| فضية      | بطولة العالم لكرة اليد للرجال 2013 |
| ذهبية     | بطولة أوروبا لكرة اليد للرجال 2012 |

## روابط خارجية
- راسموس لوج شميت على موقع الاتحاد الأوروبي لكرة اليد (الإنجليزية)
- راسموس لوج شميت على موقع الدوري الألماني لكرة اليد (الألمانية)
- راسموس لوج شميت على موقع نادي كيل لكرة اليد (الألمانية)
- راسموس لوج شميت على موقع أوليمبيديا (الإنجليزية)